# Anthus rufulus
El bisbita oriental (Anthus rufulus) es una especie de ave paseriforme de la familia Motacillidae propia del sur de Asia.

## Distribución y hábitat
Es un pájaro sedentario que vive en el matorral abierto, pastizales y cultivos de la región indomalaya. 